# Fabian Schär
Fabian Lukas Schär (ur. 20 grudnia 1991 w Wil) – szwajcarski piłkarz, występujący na pozycji obrońcy w angielskim klubie Newcastle United oraz w reprezentacji Szwajcarii. Uczestnik Mistrzostw Świata 2014, 2018 i 2022 oraz Mistrzostw Europy 2016 i 2020.

## Kariera klubowa
Karierę juniorską rozpoczął w 1999 w FC Wil. W 2009 został włączony do pierwszego zespołu, dla którego zadebiutował 29 listopada 2009 w zremisowanym bezbramkowo meczu z FC Stade Nyonnais. Pierwszego gola w Swiss Challenge League zdobył 30 października 2010 w wygranym 2:0 spotkaniu z Yverdon-Sport FC.
4 lipca 2012 ogłoszono transfer Schära do FC Basel, z którym podpisał trzyletni kontrakt z opcją przedłużenia o rok. W Swiss Super League zadebiutował 29 września 2012 w zremisowanym 1:1 meczu z FC Lausanne-Sport. Pierwszego gola dla nowego klubu zdobył 7 października 2012 w wygranym 3:2 meczu z Servette FC. Schär strzelił gola głową po dośrodkowaniu Fabiana Freia z rzutu rożnego. Razem z FC Basel zdobył mistrzostwo kraju w sezonie 2012/2013 i dotarł do finału Pucharu Szwajcarii, w którym otrzymał żółtą kartkę. W Lidze Europy 2012/2013 drużyna dotarła do półfinału, w którym odpadła po porażce z Chelsea 2:5 w dwumeczu. W pierwszym spotkaniu półfinałowym Schär strzelił gola z rzutu karnego. 28 września 2013 w zremisowanym 2:2 meczu z FC Sion Schär doznał kontuzji kolana, uraz nie okazał się jednak zbyt poważny. W czerwcu 2015 podpisał czteroletni kontrakt z TSG 1899 Hoffenheim. W lipcu 2017 podpisał czteroletni kontrakt z Deportivo La Coruña. 
W lipcu 2018 przeszedł do Newcastle United, podpisując trzyletni kontrakt. W angielskim klubie zadebiutował 26 sierpnia w przegranym 2:1 meczu przeciwko Chelsea. 19 stycznia swoje dwie pierwsze bramki dla Newcastle, trafiając w wygranym 3:0 meczu z Cardiff City. 4 października 2023 strzelił swoją pierwszą bramkę w rozgrywkach Ligi Mistrzów UEFA w starciu z Paris Saint-Germain (4:1).

## Kariera reprezentacyjna
Schär reprezentował Szwajcarię na poziomie młodzieżowym – grał w reprezentacjach do lat 20, w której zadebiutował 17 listopada 2010 w wygranym 3:2 meczu z Polską i 21, w której zadebiutował 29 lutego 2012 w przegranym 1:2 spotkaniu z Austrią. Wraz z kadrą wystąpił na igrzyskach olimpijskich w 2012, na których rozegrał 2 mecze, a Szwajcaria zajęła 13. miejsce. W seniorskiej reprezentacji zadebiutował 14 sierpnia 2013 w wygranym 1:0 meczu z Brazylią. Pierwszego gola w reprezentacji strzelił 6 września 2013 w zremisowanym 4:4 meczu grupy E eliminacji do MŚ 2014 z Islandią. W kolejnym meczu tych eliminacji, wygranym 2:0 spotkaniu z Norwegią strzelił 2 gole. Te trzy bramki wystarczyły do tego, by Schär został najlepszym strzelcem kadry Szwajcarii w tych eliminacjach. Na mistrzostwach świata zadebiutował 25 czerwca 2014 w meczu z Hondurasem w ostatniej kolejce fazy grupowej MŚ 2014. 30 maja 2016 znalazł się w 23-osobowej kadrze Szwajcarii na Euro 2016. W pierwszym meczu mistrzostw, wygranym 1:0 z Albanią, strzelił zwycięskiego gola.

## Sukcesy

### FC Basel
- Mistrzostwo Szwajcarii: 2012/2013, 2013/2014, 2014/2015

### Wyróżnienia
- Młodzieżowiec roku w Szwajcarii: 2013[36]
- Drużyna sezonu Swiss Super League: 2013/2014[37], 2014/2015[38]